# Sarichioi (gmina)
Sarichioi – gmina w Rumunii, w okręgu Tulcza. Obejmuje miejscowości Enisala, Sabangia, Sarichioi, Visterna i Zebil. W 2011 roku liczyła 5856 mieszkańców. 